# Pivka (ptič)
Pivka ali siva žolna (znanstveno ime Picus canus) je ptič iz družine žoln, ki živi tudi v Sloveniji.
Pivko je na prvi pogled podobna svoji bližnji sorodnici zeleni žolni, od katere se loči predvsem po manjši naglavni rdeči kroni pri samcih. Od zelene žolne ima tudi krajši vrat, tanjši kljun in nekoliko bolj okroglo glavo. Po zgornjem delu telesa je pivka olivno zelene barve, spodnji del je svetlo siv, zgornja stran repa pa je rumena. Letalna peresa so črna z belimi pokončnimi progami. Glava je siva s črnimi, brkam podobnimi lisami po licih, tudi okoli oči ima črno liso. V dolžino zraste med 25 in 26 cm, tehta pa približno 125 grami.
Pivka se zadržuje v listnatih in mešanih gozdovih. Spomladi samec teritorij označuje z bobnanjem, ki traja dve sekundi. Gnezdi od maja do junija, samice pa v gnezdo odložijo od 5 do 10 jajc.  Mladiči se izvalijo po 15 do 17 dneh, za vzgojo pa skrbita oba starša. Mladiči poletijo po 24-25 dneh.
V poletnem času se pivka hrani z ličinkami in žuželkami, pozimi pa predvsem s semeni. Pogosto obiskuje ptičje hranilnice, kjer pogosto kljuva tudi nastavljeno maščobno pičo. 

## Taksonomija
Pivko je prvi uradno opisal nemški naravoslovec Johann Friedrich Gmelin leta 1788 v 13. izdaji Systema Naturae pod sedanjim dvočlenskim imenomPicus canus. Vrstni pridevek canus v latinščini pomeni »siv«. Gmelin je svoj opis temeljil na "sivoglavi zeleni žolni", ki jo je leta 1747 opisal in ilustriral angleški naravoslovec George Edwards. Edwardsov primerek  je izviral iz Norveške.
Priznanih je deset podvrst; delijo se v dve skupini, severno skupino z dvema podvrstama, kjer je tilnik siv, in jugovzhodno skupino z osmimi podvrstami, pri katerih je tilnik črn.
Podvrsti s sivim tilnikom
- P. c. canus Gmelin, JF, 1788 – severna in srednja Evropa do zahodne Sibirije
- P. c. jessoensis Stejneger, 1886 – vzhodna Sibirija do severovzhodne Kitajske, Koreje in severne Japonske (vključuje P. c. griseoviridis)

Podvrste s črnim tilnikom
- P. c. kogo (Bianchi, 1906) – osrednja Kitajska
- P. c. guerini (Malherbe, 1849) – severna osrednja in vzhodna osrednja Kitajska
- P. c. sobrinus Peters, JL, 1948 – jugovzhodna Kitajska in severovzhodni Vietnam
- P. c. tancolo (Gould, 1863) – otok Hainan (ob jugovzhodni Kitajski) in Tajvan
- P. c. sordidior (Rippon, G, 1906) – jugovzhodni Tibet in jugozahodna Kitajska do severovzhodnega Mjanmara
- P. c. sanguiniceps Baker, ECS, 1926 – severovzhodni Pakistan do severne Indije in zahodnega Nepala
- P. c. hessei Gyldenstolpe, 1916 – Nepal in severovzhodna Indija do Mjanmara in Indokine
- P. c. robinsoni (Ogilvie-Grant, 1906) – zahodna Malezija

Osem podvrst s črnim tilnikom nekatere avtoritete, vključno z IUCN, obravnavajo kot ločeno vrsto črnovrate žolne (Picus guerini); kot skupina se pojavljajo na jugovzhodnem območju razširjenosti, od osrednje Kitajske proti jugu do Malajskega polotoka in jugozahodno do Himalaje. Poleg črnega tilnika imajo tudi temnejše perje na krilih, od temno zelene do rjavozelene barve, v primerjavi z dvema severnima podvrstama sivevrate žolne.
Sumatranski žolna (P. dedemi) je bila prej obravnavana kot podvrsta sivoglave žolne, vendar jo je IOC leta 2021 ločil kot samostojno vrsto; izrazito se razlikuje po temno rdečerjavem, in ne zelenem, perju telesa.
Obstajajo dokazi o hibridizaciji med sivoglavimi in evropskimi zelenimi žolnami. Vendar so ti primeri izjemno redki. Zdi se, da je bila samica v teh primerih vedno sivoglava žolna. O plodnosti takšnih hibridnih potomcev ni poročil. Njihovo perje je po videzu bližje sivoglavim žolnam,vendar imajo rdečo progo na glavi, rdečkast tilnik in svetlejšo šarenico, medtem ko so bile nekatere opazne po svoji temnejši obarvanosti.

## Galerija
|  |  |  |